# 人民路街道 (咸阳市)
人民路街道，是中华人民共和国陕西省咸陽市秦都区下辖的一个乡镇级行政单位。

## 行政区划
人民路街道下辖以下地区：
乐育北路社区、乐育南路社区、嘉惠社区、天王一区社区、二印社区、渭阳路北社区、渭阳路南社区、纺机社区、二棉社区和中医学院社区。